# Білоцерківський округ
Білоцерківський округ — військово-цивільна адміністративна одиниця Російської імперії в 1793—1796 роках з центром у Білій Церкві. Утворена з анексованих маєтків Київського воєводства Речі Посполитої під час Другого поділу Польщі.

## Історія
Під час Другого поділу Речі Посполитої до Київського намісництва були приєднані прикордонні землі Київського воєводства Речі Посполитої. На цих землях, у «частині, на повіти не розділеній», були утворені Рожівський (на півночі), Білоцерківський (у середній частині) та Богуславський (на півдні) округи.
Округи складалися із «секвестрованих» польських маєтків. Ними керували управителі та наглядачі.
Указом від 29 жовтня 1796 року округи були скасовані і в складі Київського намісництва на Правобережжі було утворено п'ять повітів: Канівський повіт, Корсунський повіт, Богуславський повіт, Васильківський повіт, Димерський повіт. Але ця реформа так і не була вповні реалізована, оскільки вже 12 грудня 1796 року Київське намісництво було ліквідоване іменним указом імператора Павла I.
Де-факто Білоцерківський округ проіснував до серпня 1797 року, коли межі новоутвореної Київської губернії, розділеної на 12 повітів, були затверджені указом російського сенату. Його територія увійшла до складу Васильківського та Сквирського повітів.

## Територія
До складу округу входили такі маєтки: Біла Церква, Фастів, Рокитне та ін.